# Unešić
Unešić est un village et une municipalité située dans le comitat de Šibenik-Knin, en Croatie. Au recensement de 2001, la municipalité comptait 2 160 habitants, dont 99,58 % de Croates et le village seul comptait 387 habitants.

## Localités
La municipalité de Unešić compte 16 localités :
| - Cera - Čvrljevo - Donje Planjane - Donje Utore - Donje Vinovo - Gornje Planjane - Gornje Utore - Gornje Vinovo | - Koprno - Ljubostinje - Mirlović Zagora - Nevest - Ostrogašica - Podumci - Unešić - Visoka |